# Miłocice Małe
Miłocice Małe (deutsch Klein Mühlatschütz) ist ein Dorf in Niederschlesien. Der Ort liegt in der Gmina Jelcz-Laskowice im Powiat Oławski in der polnischen Woiwodschaft Niederschlesien.

## Geographie

### Geographische Lage
Das Straßendorf Miłocice Małe liegt 10 Kilometer östlich des Gemeindesitzes Jelcz-Laskowice (Jeltsch-Laskowitz), ca. 15 Kilometer nordöstlich von der Kreisstadt Oława (Ohlau) und rund 37 Kilometer südöstlich der Woiwodschaftshauptstadt Breslau. Der Ort liegt in der Nizina Śląska (Schlesische Tiefebene) innerhalb der Równina Oleśnicka (Oelser Ebene). Umgeben ist der Ort von weitläufigen Waldgebieten.

### Nachbarorte
Nachbarorte von Miłocice Małe sind im Westen Chwałowice (Quallwitz) und im Süden Kopalina (Rodeland).

## Geschichte
Nach dem Ersten Schlesischen Krieg 1742 fiel Klein Mühlatschütz zusammen mit dem größten Teil Schlesiens an Preußen. 
Nach der Neugliederung Preußens gehörte die Landgemeinde Klein Mühlatschütz ab 1815 zur Provinz Schlesien und war ab 1816 dem Landkreis Oels eingegliedert. 1874 wurde der Amtsbezirk Mühlaschütz gegründet, welcher die Landgemeinden Klein Mühlatschütz, Mittel Mühlatschütz, Nieder Mühlatschütz, Ober Mühlatschütz und Ziegelhof und die Gutsbezirke Klein Mühlatschütz, Mittel Mühlatschütz, Nieder Mühlatschütz, Ober Mühlatschütz und Ziegelhof umfasste.
1905 zählte der Ort 54 Wohnhäuser, 87 Haushaltungen und 364 Einwohner. Am 30. September 1928 wurde Klein Mühlatschütz nach Mühlaschütz eingemeindet. Bis 1945 befand sich der Ort im Landkreis Oels.
Als Folge des Zweiten Weltkriegs fiel Klein Mühlatschütz wie fast ganz Schlesien 1945 an Polen, wurde in Miłocice Małe umbenannt und der Woiwodschaft Breslau angegliedert. Die deutsche Bevölkerung wurde, soweit sie nicht vorher geflohen war, weitgehend vertrieben. Die neu angesiedelten Bewohner waren zum Teil Heimatvertriebene aus Ostpolen. 1999 kam der Ort zum Powiat Oławski in der Woiwodschaft Niederschlesien. 